# 536
536 (DXXXVI) je bilo prestopno leto, ki se je po julijanskem koledarju začelo na torek.

## Dogodki
- 1. junij 536 – papež Silverij postane novi papež Rimokatoliške cerkve
- oktober–november – tekom gotske bizantinska vojska uspešno oblega Neapelj.
- Vitigez (ok. 500–542) po smrti Teodahada postane ostrogotski kralj Italskega kraljestva

## Smrti
- 25. januar – japonski cesar Ankan (* 466)
- 22. april - papež Agapit I. (* ok. 490)
- Teodahad, kralj ostrogotskega Italskega kraljestva (* ok. 480)